# Chiesa della Beata Vergine del Carmine (Lodi)
La chiesa della Beata Vergine del Carmine, in precedenza intitolata al San Salvatore e prima ancora a Santa Elisabetta, è una chiesa cattolica, già parrocchiale, sita nel centro storico della città italiana di Lodi.

## Storia
La chiesa, in origine dedicata a Santa Elisabetta, venne costruita dal 1519 al 1522 su impulso dei Padri Carmelitani che la officiavano; essa fu eretta sul sito di una chiesa più antica, che in precedenza era stata annessa ad un ospizio beneficiato dalla famiglia Cadamosto e poi incorporato nell'Ospedale maggiore.
Dopo la soppressione dei Carmelitani nel 1770, la chiesa divenne prepositurale e assunse il nuovo titolo di San Salvatore, preso da un'altra prepositura posta poco distante e scomparsa per l'ampliamento dell'Ospedale; Pochi anni dopo, nel 1789, il territorio parrocchiale venne ampliato inglobando le parrocchie soppresse di San Biagio e San Nicolò.
Successivamente la chiesa venne ampliata e trasformata in stile neoclassico, anche se all'interno si introdussero elementi barocchi provenienti da altre chiese cittadine soppresse nello stesso periodo. Nel 1878 venne terminata la nuova facciata, disegnata dall'architetto Afrodisio Truzzi.
Intorno al 1930 venne effettuato un intervento di restauro che comportò la riapertura degli oculi absidali e la realizzazione di un dipinto rappresentante il Trionfo di Cristo Redentore, opera del pittore Cesare Secchi.
Nel corso del XX secolo la chiesa mutò denominazione da San Salvatore a Beata Vergine del Carmine.
Oggi (2020) non risulta nell'elenco delle chiese parrocchiali.

### Esplicative
1. ↑  La vecchia chiesa prepositurale di San Salvatore era sita nell'attuale via Agostino Bassi, come riportato da una mappa del 1647.

### Bibliografiche
1. ↑   Chiesa della Beata Vergine del Carmine, su LombardiaBeniCulturali, Regione Lombardia.
2. 1 2 3 4  Agnelli (1917), p. 235.
3. 1 2   Parrocchia della Beata Vergine del Carmine (sec. XVI - sec. XX), su lombardiabeniculturali.it.
4. ↑  Chiesa del SS. Salvatore (1930), pp. 213-214.
5. ↑  Chiesa del SS. Salvatore (1930), p. 214.
6. ↑   Parrocchie della diocesi di Lodi - Vicariato di Lodi città, su diocesi.lodi.it. URL consultato il 21 marzo 2020 (archiviato dall'url originale il 28 settembre 2019).